# Dmitrijev-Lgovskij
Dmitrijev-Lgovskij (rusky Дмитриев-Льговский) je město v Kurské oblasti v Ruské federaci. Při sčítání lidu v roce 2010 měl bezmála osm tisíc obyvatel.

## Poloha a doprava
Dmitrijev-Lgovskij leží na jihozápadním okraji Středoruské vysočiny na řece Svapě, pravém přítoku Sejmu v povodí Desny. Od Kursku, správního střediska oblasti, je vzdálen přibližně 120 kilometrů severozápadně.
Od roku 1897 přes město vede železniční trať z Brjansku do Lgova, která byla v roce 1911 prodloužena do Charkova.

## Dějiny
Zdejší sídlo se původně nazývalo podle řeky Svapsk, ale v 18. století bylo přejmenováno podle Demetria ze Soluně, jemuž byl zasvěcen zdejší kostel.
Městem se Dmitrijev stal v roce 1779.
Za druhé světové války obsadila Dmitrijev-Lgovskij 8. října 1941 německá armáda a jednotky středního frontu Rudé armády jej dobyly zpět 2. března 1943 v rámci postupu k Sevsku.